# Université des sciences de l'information et de la technologie
L'Université des sciences de l'information et de la technologie « Saint-Paul-l'Apôtre » ou UIST de son acronyme anglais, est une université d'État à Ohrid, en Macédoine. 

## Histoire
En 2008, l'UIST a été fondée par le Parlement de Macédoine avec un Acte d'établissement en tant qu'Université de la technologie de l'information. En 2010, les étudiants d'UIST ont créé le premier superordinateur de la Macédoine.
On peut remarquer le rayonnement international de l'université par la présence d'une population d'étudiants multinationale de plus de 40 pays du monde entier, y compris les étudiants locaux. Plus de 450 étudiants locaux et étrangers font leurs études à l'UIST. L'UIST a obtenu l'accréditation pour 15 programmes du premier et deuxième cycle d'études suivis en anglais comme la langue d'enseignement. Selon le classement académique des universités mondiales pour 2013/2014 (ARWU en anglais), l'UIST a été classée comme la 4e meilleure université sur 20 autres en Macédoine.

## Organisation
L'UIST comprend 5 facultés :
- Faculté des réseaux de communication et de la sécurité (CNS)
- Faculté des sciences d'informatique et de l'ingénierie (CSE)
- Faculté des systèmes d'information, visualisation, multimédia et animation (ISVMA)
- Faculté de l'informatique appliquée, intelligence artificielle et robotique
- Faculté de l'information et de la science de communication

## Collaboration
L'UIST a établi une collaboration internationale et bilatérale avec plusieurs universités à travers le monde :
- Université d'Oakland, Rochester, Michigan,  États-Unis
- Université d'Istanbul, Istanbul,  Turquie
- Cumhuriyet Üniversitesi, Sivas, Turquie
- Universitatea Tehnica din Cluj-Napoca, Cluj-Napoca,  Roumanie
- Universitatea de Vest din Timişoara, Timișoara, Roumanie
- Elizade University, Ondo,  Nigeria
- Kütahya Dumlupınar Üniversitesi, Kütahya,  Turquie